# 292-я штурмовая авиационная дивизия
292-я штурмовая авиационная Красноградская дивизия (292-я шад) — соединение Военно-воздушных сил (ВВС) Вооружённых сил РККА штурмовой авиации, принимавшее участие в боевых действиях Великой Отечественной войны.

## Наименования дивизии
- ВВС 52-й армии;
- 292-я штурмовая авиационная дивизия[1];
- 292-я штурмовая авиационная Красноградская дивизия (19.09.1943 г.);
- 9-я гвардейская штурмовая авиационная Красноградская дивизия;
- 9-я гвардейская штурмовая авиационная Красноградская Краснознамённая дивизия;
- 9-я гвардейская штурмовая авиационная Красноградская Краснознамённая ордена Суворова дивизия[2];
- 9-я гвардейская штурмовая авиационная Красноградская Краснознамённая ордена Суворова дивизия[2];
- Войсковая часть (Полевая почта) 30007.

## Создание дивизии
292-я штурмовая авиационная дивизия сформирована Приказом НКО СССР 22 июля 1942 года на базе управления Военно-воздушных сил 52-й армии.

## Переименование дивизии
292-я штурмовая авиационная Красноградская дивизия 5 февраля 1944 года за образцовое выполнение боевых задании командования на фронте борьбы с фашистскими захватчиками и проявленные при этом высокое воинское мастерство, доблесть и мужество преобразована в гвардейскую дивизию и получила наименование 9-я гвардейская штурмовая авиационная Красноградская дивизия.

## В действующей армии
В составе действующей армии:
- с 15 октября 1942 года по 05 февраля 1944 года.

## Командиры дивизии
- Полковник Каманин Николай Петрович[6], период нахождения в должности: с 22 июля 1942 года по 12 февраля 1943 года,
- [7] Полковник, генерал-майор авиации[8] Агальцов Филипп Александрович[9], период нахождения в должности: с 17 марта 1943 года по 5 февраля 1944 года

## В составе объединений
| Дата          | Фронт (округ)        | Армия                                | Корпус                                       | Примечания |
| ------------- | -------------------- | ------------------------------------ | -------------------------------------------- | ---------- |
| 22.07.1942 г. | Резерв ВГК           | 2-я истребительная авиационная армия | -                                            | -          |
| 10.09.1942 г. | Резерв ВГК           | -                                    | 1-й штурмовой авиационный корпус             | -          |
| 15.10.1942 г. | Калининский фронт    | 3-я воздушная армия                  | 1-й штурмовой авиационный корпус             | -          |
| 01.04.1943 г. | Воронежский фронт    | 2-я воздушная армия                  | 1-й штурмовой авиационный корпус             | -          |
| 19.07.1943 г. | Степной фронт        | 5-я воздушная армия                  | 1-й штурмовой авиационный корпус             | -          |
| 20.10.1943 г. | 2-й Украинский фронт | 5-я воздушная армия                  | 1-й штурмовой авиационный корпус             | -          |
| 05.02.1944 г. | 2-й Украинский фронт | 5-я воздушная армия                  | 1-й гвардейский штурмовой авиационный корпус | -          |

## Части и отдельные подразделения дивизии
За весь период своего существования боевой состав дивизии не претерпевал изменения:
| Период                  | Наименование                                                                 | Вооружение |
| ----------------------- | ---------------------------------------------------------------------------- | ---------- |
| 10.09.1942 — 05.02.1944 | 667-й штурмовой авиационный полк, переименован в 141-й гв. шап               | Ил-2       |
| 10.09.1942 — 05.02.1944 | 800-й штурмовой авиационный полк, переименован в 144-й гв. шап               | Ил-2       |
| 10.09.1942 — 05.02.1944 | 820-й штурмовой авиационный полк, переименован в 155-й гв. шап               | Ил-2       |
| 15.10.1942 — 19.03.1943 | 427-й истребительный авиационный полк, выведен с фронта на доукомплектование | Як-1       |

## Участие в операциях и битвах
- Великолукская наступательная операция — с 24 ноября 1942 года по 20 января 1943 года.
- Демянская наступательная операция — с 15 февраля 1943 года по 28 февраля 1943 года.
- Белгородско-Харьковская наступательная операция — с 3 августа 1943 года по 23 августа 1943 года.
- Кировоградская наступательная операция — с 5 января 1944 года по 16 января 1944 года.
- Корсунь-Шевченковская операция — с 24 января 1944 года по 5 февраля 1944 года.

## Почётные наименования
- 292-й штурмовой авиационной дивизии присвоено почётное наименование «Красноградская»[10]

## Присвоение гвардейских званий
- 292-я Красноградская штурмовая авиационная дивизия переименована в 9-ю гвардейскую Красноградскую штурмовую авиационную дивизию[11]
- 667-й штурмовой авиационный полк переименован в 141-й гвардейский штурмовой авиационный полк[11]
- 800-й штурмовой авиационный полк переименован в 144-й гвардейский штурмовой авиационный полк[11]
- 820-й штурмовой авиационный полк переименован в 155-й гвардейский штурмовой авиационный полк[11]

## Отличившиеся воины дивизии
| - Зуев Гавриил Прокофьевич, капитан, заместитель командира эскадрильи 427-го истребительного авиационного полка 292-й штурмовой авиационной дивизии 1-го штурмового авиационного корпуса 3-й воздушной армии Указом Президиума Верховного Совета СССР 1 мая 1943 года удостоен звания Герой Советского Союза. Золотая Звезда № 1018 - Малов Михаил Семёнович, капитан, командир эскадрильи 800-го штурмового авиационного полка 292-й штурмовой авиационной дивизии 1-го штурмового авиационного корпуса 2-й воздушной армии Указом Президиума Верховного Совета СССР 28 сентября 1943 года удостоен звания Герой Советского Союза. Посмертно - Бутко Александр Сергеевич, старший лейтенант, командир эскадрильи 667-го штурмового авиационного полка 292-й штурмовой авиационной дивизии 1-го штурмового авиационного корпуса 5-й воздушной армии Указом Президиума Верховного Совета СССР 4 февраля 1944 года удостоен звания Герой Советского Союза. Золотая Звезда № 1470 - Гулькин Иван Тихонович, младший лейтенант, старший лётчик 667-го штурмового авиационного полка 292-й штурмовой авиационной дивизии 1-го штурмового авиационного корпуса 5-й воздушной армии Указом Президиума Верховного Совета СССР 4 февраля 1944 года удостоен звания Герой Советского Союза. Золотая Звезда № 1462 - Красота Георгий Тимофеевич, старший лейтенант, командир эскадрильи 667-го штурмового авиационного полка 292-й штурмовой авиационной дивизии 1-го штурмового авиационного корпуса 5-й воздушной армии Указом Президиума Верховного Совета СССР 4 февраля 1944 года удостоен звания Герой Советского Союза. Золотая Звезда № 1464 - Минин Яков Киреевич, младший лейтенант, старший лётчик 667-го штурмового авиационного полка 292-й штурмовой авиационной дивизии 1-го штурмового авиационного корпуса 5-й воздушной армии Указом Президиума Верховного Совета СССР 4 февраля 1944 года удостоен звания Герой Советского Союза. Золотая Звезда № 3251 - Нестеренко Дмитрий Акимович, капитан, командир эскадрильи 820-го штурмового авиационного полка 292-й штурмовой авиационной дивизии 1-го штурмового авиационного корпуса 5-й воздушной армии Указом Президиума Верховного Совета СССР 4 февраля 1944 года удостоен звания Герой Советского Союза. Золотая Звезда № 1492 - Одинцов Михаил Петрович, старший лейтенант, командир эскадрильи 820-го штурмового авиационного полка 292-й штурмовой авиационной дивизии 1-го штурмового авиационного корпуса 5-й воздушной армии Указом Президиума Верховного Совета СССР 4 февраля 1944 года удостоен звания Герой Советского Союза. Золотая Звезда № 1466 - Андрианов Василий Иванович, младший лейтенант, командир звена 667-го штурмового авиационного полка 292-й штурмовой авиационной дивизии 1-го штурмового авиационного корпуса 5-й воздушной армии Указом Президиума Верховного Совета СССР 1 июля 1944 года удостоен звания Герой Советского Союза. Золотая Звезда № 1976 - Антипин Иван Алексеевич, лейтенант, лётчик 667-го штурмового авиационного полка 292-й штурмовой авиационной дивизии 1-го штурмового авиационного корпуса 5-й воздушной армии Указом Президиума Верховного Совета СССР 1 июля 1944 года удостоен звания Герой Советского Союза. Золотая Звезда № 1978 - Газизуллин Ибрагим Галимович, старший лейтенант, командир эскадрильи 667-го штурмового авиационного полка 292-й штурмовой авиационной дивизии 1-го штурмового авиационного корпуса 5-й воздушной армии Указом Президиума Верховного Совета СССР 1 июля 1944 года удостоен звания Герой Советского Союза. Посмертно - Лопатин Борис Васильевич, капитан., командир эскадрильи 667-го штурмового авиационного полка 292-й штурмовой авиационной дивизии 1-го штурмового авиационного корпуса 5-й воздушной армии Указом Президиума Верховного Совета СССР 1 июля 1944 года удостоен звания Герой Советского Союза. Посмертно - Михайличенко Иван Харлампиевич, лейтенант, старший лётчик 667-го штурмового авиационного полка 292-й штурмовой авиационной дивизии 1-го штурмового авиационного корпуса 5-й воздушной армии Указом Президиума Верховного Совета СССР 1 июля 1944 года удостоен звания Герой Советского Союза. Золотая Звезда № 1980 - Пошивальников Степан Демьянович, капитан, командир эскадрильи 800-го штурмового авиационного полка 292-й штурмовой авиационной дивизии 1-го штурмового авиационного корпуса 5-й воздушной армии Указом Президиума Верховного Совета СССР 1 июля 1944 годаудостоен звания Герой Советского Союза. Золотая Звезда № 1973 - Степанов Михаил Иудович, капитан, штурман 800-го штурмового авиационного полка 292-й штурмовой авиационной дивизии 1-го штурмового авиационного корпуса 5-й воздушной армии Указом Президиума Верховного Совета СССР 1 июля 1944 года удостоен звания Герой Советского Союза. Золотая Звезда № 1972 - Столяров Николай Георгиевич, лейтенант, командир звена 667-го штурмового авиационного полка 292-й штурмовой авиационной дивизии 1-го штурмового авиационного корпуса 5-й воздушной армии Указом Президиума Верховного Совета СССР 1 июля 1944 года удостоен звания Герой Советского Союза. Золотая Звезда № 1979 |